# Ternstroemia kanehirai
Ternstroemia kanehirai är en tvåhjärtbladig växtart som beskrevs av Clarence Emmeren Kobuski. Ternstroemia kanehirai ingår i släktet Ternstroemia och familjen Pentaphylacaceae. Inga underarter finns listade i Catalogue of Life.